# Karol Karski
Karol Adam Karski (Warsaw; 13 de Maio de 1966 — ) é um político da Polónia. Ele foi eleito para a Sejm em 25 de Setembro de 2005 com 2953 votos em 19 no distrito de Warsaw, candidato pelas listas do partido Prawo i Sprawiedliwość.